# Manoir de l'Hermerel
Le manoir de l'Hermerel est une ancienne demeure fortifiée, du XVe siècle, qui se dresse, dans le Bessin, sur le territoire de la commune française de Géfosse-Fontenay, dans le nord-ouest du département du Calvados, en région Normandie. L'édifice, centre de la seigneurie éponyme, est partiellement inscrit au titre des monuments historiques.

## Localisation
Le manoir est situé à 1 kilomètre au nord-est de l'église Saint-Pierre de Géfosse-Fontenay, dans le département français du Calvados.

## Historique
Le site a été fortifié dès le Ve siècle, par un saxon du nom de Guervald, sur le Litus Saxonicum. Ce premier château fortifié de Géfosse permettait de verrouiller l'accès à la baie. Le château est détruit pendant la guerre de Cent Ans par les Anglais débarqués au Havre de la Dune, port naturel de la baie, aujourd'hui comblé, le plus proche du château. En 1346, c'est dans ce havre que la flotte d'Édouard III fera relâche.
L'imposante ferme-manoir du XVe siècle, remaniée au XVIIe siècle, dont la partie la plus récente date de 1676, est construite à l'emplacement du château médiéval.

## Description
La ferme fortifiée, et ses bâtiments de services, se développe autour d'une cour rectangulaire close. On accède à la ferme par un unique portail construit en moellons calcaire avec portes charretière et piétonne voûtées en arcs surbaissés percées entre deux contreforts massifs intérieurs et extérieurs. La porte charretière est cantonnée d'une petite tour polygonale en saillie sur le mur d'enceinte et qui devait faire office de bretèche.
La ferme-manoir présente deux corps de logis construit en pierre calcaire et en ardoise, d'époque différente découlant d'un remaniement. La partie classique du logis principal, la plus récente, datant de 1676, est flanquée de deux pavillons. De forme rectangulaire, elle fait la liaison avec les vestiges de l'ancien château et la chapelle privée restaurée. La porte principale est surmontée d'un tympan simple. À l'étage, on trouve la salle avec une grande cheminée, et la cuisine. Le toit est surmonté de quatre hautes cheminées moulurées dont deux en alignement de pignon sur les pavillons.
Les bâtiments agricoles, dont une grange avec un escalier extérieur, sont disposés autour du logis. Au centre de la cour se dresse un colombier cylindrique, construit en calcaire et ardoise, de 600 boulins.
La chapelle
À proximité, on peut voir une petite chapelle du début du XVIe siècle (v. 1515-1520) de style gothique et Renaissance et qui avec l'enceinte et le portail monumentale seraient les parties les plus anciennes du manoir. La chapelle comporte une nef et un chœur qu'épaulent des contreforts dont certains étaient surmonté de pinacles aujourd'hui tronqués. Les croisées d'ogives repose sur des culots sculptés figurent des personnages (joueur de cornemuse) ou des animaux. L'édifice supposé avoir servit de modèle à la chapelle du château de Jucoville lui est en fait postérieure, comme l'a démontré l'étude de son décor, et notamment la figuration d'un Amérindien sur un culot, et la figuration de candélabres, motif qui se diffuse au début du XVIe siècle. À l'intérieur deux bas-reliefs de la Renaissance. À la fin du XIXe siècle, elle est transformée en laiterie, et c'est en 1988 qu'elle retrouve son aspect original.

## Protection
Le porche d'entrée ; les façades et toitures ; la chapelle ainsi que le colombier sont inscrits au titre des monuments historiques par arrêté du 3 juillet 1975.